# Бруно, Ленита
Ленита Бруно (порт. Lenita Bruno; 8 декабря 1926, Рио-де-Жанейро — 24 августа 1987, Рио-де-Жанейро) — бразильская певица (сопрано).
Выступала на эстраде с 14-летнего возраста, победительница ряда исполнительских конкурсов на различных бразильских радиостанциях. Исполняла как эстрадный репертуар (в том числе босса-нову), так и мелодии из оперетт. Вышла замуж за дирижёра Лео Перакки и много пела с оркестром своего мужа (их дочь Мириам Перакки также стала популярной певицей).
В 1959 году записала вместе с мужем наиболее важный в своей дискографии альбом «За всю мою жизнь» (порт. Por toda a minha vida) с песнями Тома Жобима на слова Винисиуса ди Морайса. С 1964 года в течение семи лет жила и работала в США, где выступала, в частности, вместе с гитаристом-виртуозом Лауриндо Альмейдой и саксофонистом Бадом Шенком. Сотрудничала также с композитором Камарго Гварньери, выполнившим для Бруно ряд аранжировок и аккомпанировавшим ей в нескольких записях.